# سنجانک (شیراز)
سَنجانَک (سنگانک)، روستایی از توابع بخش مرکزی شهرستان شیراز در استان فارس ایران است.

## جمعیت
این روستا در بخش مرکزی شهرستان شیراز و در دهستان قره باغ قرار دارد و براساس سرشماری مرکز آمار ایران در سال ۱۳۸۵، جمعیت آن ۶۵۱ نفر (۱۶۴خانوار) بوده‌است.
وبه سرعت رو به افزایش است وهم اکنون در سال1398 بین 725 تا 830 نفر رسیده است.با ورود افراد غیر بومی به این روستا و همچنین نرخ زاد و ولد، جمعیت روستای سنجانک به سرعت در حال افزایش است، در سال ۱۴۰۳ جمعیت این روستا از مرز ۱۰۰۰ نفر عبور کرده است ، از محصولات این روستا انگور نژاد رطبی است ، یکی دیگر از محصولات این روستای زیبا عرقیات ناب می‌باشد. از مشکلات این روستا میتوان به ضعف جاده مواصلاتی اشاره کرد که از دلایل اصلی عدم حضور وسایل نقلیه عمومی مانند اتوبوس و مینی بوس و تاکسی جهت سرویس دهی به اهالی است . از نقاط قوت هم میتوان به نزدیکی این روستا به شهرک صنعتی بزرگ شیراز و همینطور منطقه ویژه اقتصادی شیراز اشاره کرد چون تعداد زیادی از اهالی زحمتکش سنجانک در این دو منطقه در حال فعالیت و کسب درآمد می‌باشند. از خواسته ها و مطالبات اهالی شریف سنجانک و روستاهای همجوار میتوان به آسفالت شدن جاده خاکی شهرک صنعتی و شروع به فعالیت و سرویس دهی اتوبوس خط واحد برای دسترسی راحت تر به پایانه های مسافربری شرکت واحد در شیراز اشاره کرد 